# نبيل النيال
نبيل النيال (بالإنجليزية: Nabil El-Nayal)‏ هو مصمم أزياء بريطاني من أصل سوري. انتقل إلى إنجلترا في سن الرابعة عشرة واستمر منذ ذلك الحين في الفوز بجوائز بما في ذلك جائزة الجمعية الملكية للفنون وجائزة أسبوع الموضة للخريجين «أفضل ملابس نسائية» وجائزة منحة مجلس الأزياء البريطاني للماجستير.

## سيرته
ولد في سوريا وانتقل إلى إنجلترا في سن الرابعة عشرة، وفاز بالعديد من الجوائز المرموقة بما في ذلك جائزة الجمعية الملكية للفنون، جائزة أسبوع الموضة للخريجين «أفضل ملابس نسائية» وجائزة منحة ماجستير مجلس الأزياء البريطاني، تمكينه من الدراسة في الكلية الملكية للفنون. هوس نبيل بالحرفية الإليزابيثية قد أثر بعمق في طريقة عمله، فهو معروف بسبب استخدامه للطيات والبناء الدرامي والصور الظلية القوية. في حين أن هذه الخلفية من المراجع التاريخية لا تزال في قلب العلامة التجارية، يقوم نبيل أيضًا بإجراء بحث مكثف حول الطرق التي يمكن من خلالها تطبيق هذه التقنيات، باستخدام أحدث التقنيات. كان أول مصمم أزياء في العالم يستخدم الطباعة ثلاثية الأبعاد في يونيو 2010 ويقوم حاليًا بدكتوراه بحثية في كيف يمكن أن يصبح المسح الضوئي ثلاثي الأبعاد جزءًا لا يتجزأ من عملية التصميم.

## عملاء بارزون
يرتدي المشاهير ملابسه مثل فلورنس ويلش وليدي غاغا وريهانا وكلوديا شيفر فيكتوريا بيكهام ولورد. قام كارل لاغرفيلد بتكليف نبيل بعمل قميص لإلهامه ومعاونته أماندا هارليش، والتي قامت بعد ذلك بتصميم وتصوير جيري هول مرتديًا القميص في العدد 100 من مجلة V.

## الجوائز
حصل النيال على جوائز منها:
- جائزة الجمعية الملكية للفنون 2008[17]
- جائزة «أفضل ملابس نسائية» في أسبوع الموضة للخريجين لعام 2008[4]
- جائزة منحة ماجستير المجلس البريطاني للأزياء - للكلية الملكية للفنون 2008[5][6]
- كراون بينت 2009 (مسابقة التصميم الداخلي)[18]
- إطلاق هارودز عام[19][20]
- تصفيات Fashion Fringe للنصف النهائي لعام 2011[21][22]
- القائمة المختصرة لجائزة LVMH[23][24]
- المرشح النهائي لجائزة LVMH[25]